# HD137607
HD137607 — хімічно пекулярна зоря спектрального класу A0, що має видиму зоряну величину в смузі V приблизно  7,4.
Вона  розташована на відстані близько 1382,0 світлових років від Сонця.

## Пекулярний хімічний склад
Зоряна атмосфера HD137607 має підвищений вміст 
Si
.